# Olympische Geschichte der Schweiz
Die olympische Bewegung der Schweiz wird seit dem 1. Januar 1997 von der Swiss Olympic Association getragen. Sie ist die Dachorganisation aller Schweizer Sportverbände für olympische und nichtolympische Sportarten. Entstanden ist Swiss Olympic aus der Vereinigung des Schweizerischen Landesverbands für Sport (SLS) und des Schweizerischen Olympischen Comités (SOC). In die Organisation wurde bei der Gründung das Nationale Komitee für Elite-Sport (NKES) integriert. Das SOC war 1912 gegründet und im selben Jahr vom Internationalen Olympischen Komitee (IOC) aufgenommen worden.
Die Schweiz beherbergt auch die internationale olympische Bewegung. Seit 1915 ist Lausanne Sitz des Internationalen Olympischen Komitees. Derzeit sind zwei Schweizer Mitglieder des IOC: Denis Oswald (Präsident der FISA, seit 1991) und Gianni Infantino (Präsident der FIFA, seit 2020).

## Übersicht
| Jahre     | Flagge | Kürzel | Mannschaft | Bemerkung                                                                                     |
| --------- | ------ | ------ | ---------- | --------------------------------------------------------------------------------------------- |
| 1896–1976 |        | SUI    | Schweiz    |                                                                                               |
| 1980      |        | SUI    | Schweiz    | Wegen des Boykotts der Olympischen Spiele nahm die Schweiz unter der olympischen Flagge teil. |
| seit 1984 |        | SUI    | Schweiz    |                                                                                               |

## Teilnahmen
Die Schweiz war bei den I. Olympischen Spielen 1896 in Athen mit keinem Nationalteam vertreten. Louis Zutter, der erste Schweizer Olympiasieger, war lediglich als Privatmann nach Griechenland gereist. Seither nahm die Eidgenossenschaft an sämtlichen Sommer- und Winterspielen teil. 1956 nahmen lediglich die Reiter im Juni an den nach Stockholm ausgelagerten Reitwettbewerben teil. Die Hauptveranstaltung Ende November in Melbourne boykottierte die Schweiz, um gegen den Einmarsch der Sowjetunion in Ungarn drei Wochen vor Beginn der Spiele zu protestieren.

## Ausrichter

### Erfolgreiche Bewerbungen

St. Moritz 1948

Bislang richtete die Schweiz zweimal Olympische Winterspiele aus. Das Anrecht auf Austragung der Winterspiele 1928 konnten die Niederlande, als Ausrichter der Olympischen Sommerspiele, nicht wahrnehmen. Drei Schweizer Orte bewarben sich um die Austragung. Als Austragungsort setzte sich St. Moritz vor Davos und Engelberg durch.
Die Olympischen Winterspiele 1948 fanden ebenfalls in St. Moritz statt. Die Mitglieder des IOC gaben der Schweizer Gemeinde den Vorzug vor dem US-amerikanischen Lake Placid.
2020 fanden in Lausanne und Umgebung die Olympischen Jugend-Winterspiele 2020 statt.

### Gescheiterte Bewerbungen
Die folgende Bewerbungen bzw. Bewerbungsvorbereitungen waren nicht erfolgreich:
- St. Moritz 1936 (Winter)
- Lausanne 1936 (Sommer)
- Lausanne 1944 (Sommer)
- Lausanne 1948 (Sommer)
- Lausanne 1952 (Sommer)
- St. Moritz 1960 (Winter)
- Lausanne 1960 (Sommer)
- Sion 1976 (Winter)
- Sion 2002 (Winter)
- Sion 2006 (Winter)
- Bern 2010 (Winter)
- Winterspiele 2014 in Zürich:
Für die Olympischen Winterspiele 2014 sollte zunächst Zürich als Schweizer Kandidat in das Bewerbungsrennen gehen. Dies entschied die Swiss Olympic Association am 29. März 2004 und gab der Stadt den Vorzug gegenüber Davos, da dieses nicht die Anforderungen des Internationalen Olympischen Komitees an eine Bewerberstadt erfüllte. Wegen des fehlenden politischen Willens und aus finanziellen Erwägungen heraus beschlossen die Organisatoren der Bewerbung am 14. September 2004 dann aber, auf eine Olympiakandidatur zu verzichten.
- Winterspiele 2022 in Graubünden oder 2026 in Sion:
Für die Durchführung der Olympischen Winterspiele in der Schweiz wurden im Dezember 2016 zwei Kandidaturen bei Swiss Olympic eingereicht. Das Projekt der vier Kantonen Wallis, Waadt, Fribourg und Bern sahen Sion als Hostcity vor.[1] Das zweite Projekt stammte aus dem Kanton Graubünden und sah Spiele in St. Moritz, Davos, Arosa, Lenzerheide, Flims/Laax und Chur vor.[2] Nachdem das Stimmvolk des Kantons Graubünden im Februar 2017 einen Projektkredit mit ca. 60 % abgelehnt hat, blieb nur noch das Projekt Sion 2026 im Rennen.[3] Swiss Olympic wollte im März 2017 entscheiden, ob es das Projekt zwischen Spätherbst 2018 und Anfang 2019 ans IOC weiterleiten wollte. Die Landesregierung sprach sich für eine Kostenbeteiligung an Winterspielen im Jahr 2026 aus, wollte sich aber auf keinen maximalen Zahlungsrahmen festlegen. Im März 2017 gab der Exekutivrat von Swiss Olympic grünes Licht für eine Kandidatur für die Winterspiele 2026 mit der Hostcity Sion.[4][5] Das Walliser Stimmvolk lehnt im Juni 2018 eine kantonale Beteiligung von 100 Millionen Franken für die Durchführung Olympischer Winterspiele ab. Damit scheiterte der Anlauf für Olympia.[6]

## Die erfolgreichsten Teilnehmer
Bislang errangen Schweizer Sportler 371 olympische Medaillen (115 Gold, 126 Silber, 130 Bronze). Die erfolgreichsten Sportler waren dabei (Stand 20. Februar 2022):
| Olympische Sommerspiele: - Georges Miez (Turnen): 4 Gold, 3 Silber, 1 Bronze - Konrad Stäheli (Schiessen): 3 Gold, 1 Bronze - Eugen Mack (Turnen): 2 Gold, 4 Silber, 2 Bronze - Hermann Hänggi (Turnen): 2 Gold, 1 Silber, 1 Bronze - Fabian Cancellara (Radsport): 2 Gold, 1 Silber - Emil Kellenberger (Schiessen): 2 Gold, 1 Silber - Hans Walter (Rudern): 2 Gold, 1 Silber - August Güttinger (Turnen): 2 Gold, 2 Bronze - Louis-Marcel Richardet (Schiessen): 2 Gold - Konrad Röderer (Schiessen): 2 Gold - Michael Reusch (Turnen): 1 Gold, 4 Silber - Josef Stalder (Turnen): 1 Gold, 3 Silber, 3 Bronze - Christine Stückelberger (Reiten): 1 Gold, 3 Silber, 1 Bronze | Olympische Winterspiele: - Simon Ammann (Skispringen): 4 Gold - Dario Cologna (Skilanglauf): 4 Gold - Vreni Schneider (Ski alpin): 3 Gold, 1 Silber, 1 Bronze - Donat Acklin (Bob): 2 Gold, 1 Silber, 1 Bronze - Gustav Weder (Bob): 2 Gold, 1 Silber, 1 Bronze - Michelle Gisin (Ski alpin): 2 Gold, 1 Bronze - Marie-Theres Nadig (Ski alpin): 2 Gold, 1 Bronze - Philipp Schoch (Snowboard): 2 Gold - Wendy Holdener (Ski alpin): 1 Gold, 2 Silber, 2 Bronze - Josef Benz (Bob): 1 Gold, 2 Silber, 1 Bronze - Erich Schärer (Bob): 1 Gold, 2 Silber, 1 Bronze - Beat Feuz (Ski alpin): 1 Gold, 1 Silber, 1 Bronze - Mathilde Gremaud (Freestyle-Skiing): 1 Gold, 1 Silber, 1 Bronze - Hippolyt Kempf (Nord. Kombination): 1 Gold, 1 Silber, 1 Bronze |

## Medaillenbilanz
Mit bislang 357 errungenen Medaillen liegt die Schweiz auf Platz 17 im ewigen Medaillenspiegel der Olympischen Spiele. Bis auf drei Ausnahmen (London 1908, Stockholm 1912 und Innsbruck 1964) kehrte die Schweizer Mannschaft von sämtlichen Teilnahmen mit mindestens einer olympischen Medaille zurück. Der historische Tiefpunkt von Innsbruck 1964 führte zu tiefgreifenden Veränderungen im Schweizer Sport.
Seit 1988 – Bronze für Werner Günthör im Kugelstossen – hat kein Schweizer Sportler eine Medaille in der Leichtathletik errungen.
| Sommerspiele |                |    |    |    |        |          |
| Jahr         | Ort            | G  | S  | B  | Gesamt | Sportler |
| 1896         | Athen          | 1  | 2  | 0  | 3      | 2        |
| 1900         | Paris          | 6  | 2  | 1  | 9      | 17       |
| 1904         | St. Louis      | —  | —  | —  | —      | —        |
| 1908         | London         | 0  | 0  | 0  | 0      | 1        |
| 1912         | Stockholm      | 0  | 0  | 0  | 0      | 1        |
| 1920         | Antwerpen      | 2  | 2  | 7  | 11     | 75       |
| 1924         | Paris          | 7  | 8  | 10 | 25     | 127      |
| 1928         | Amsterdam      | 7  | 4  | 4  | 15     | 115      |
| 1932         | Los Angeles    | 0  | 1  | 0  | 1      | 5        |
| 1936         | Berlin         | 1  | 9  | 5  | 15     | 174      |
| 1948         | London         | 5  | 10 | 5  | 20     | 175      |
| 1952         | Helsinki       | 2  | 6  | 6  | 14     | 156      |
| 1956         | Melbourne      | 0  | 0  | 1  | 1      | 9        |
| 1960         | Rom            | 0  | 3  | 3  | 6      | 149      |
| 1964         | Tokio          | 1  | 2  | 1  | 4      | 66       |
| 1968         | Mexiko-Stadt   | 0  | 1  | 4  | 5      | 84       |
| 1972         | München        | 0  | 3  | 0  | 3      | 151      |
| 1976         | Montréal       | 1  | 1  | 2  | 4      | 50       |
| 1980         | Moskau         | 2  | 0  | 0  | 2      | 72       |
| 1984         | Los Angeles    | 0  | 4  | 4  | 8      | 128      |
| 1988         | Seoul          | 0  | 2  | 2  | 4      | 97       |
| 1992         | Barcelona      | 1  | 0  | 0  | 1      | 101      |
| 1996         | Atlanta        | 4  | 3  | 0  | 7      | 116      |
| 2000         | Sydney         | 1  | 6  | 2  | 9      | 102      |
| 2004         | Athen          | 1  | 1  | 3  | 5      | 98       |
| 2008         | Peking         | 2  | 1  | 4  | 7      | 84       |
| 2012         | London         | 2  | 2  | 0  | 4      | 102      |
| 2016         | Rio de Janeiro | 3  | 2  | 2  | 7      | 104      |
| 2020         | Tokio          | 3  | 4  | 6  | 13     | 117      |
| 2024         | Paris          | 1  | 2  | 5  | 8      | 128      |
| Gesamt       |                | 53 | 81 | 77 | 211    |          |

| Winterspiele |                        |    |    |    |        |          |
| Jahr         | Ort                    | G  | S  | B  | Gesamt | Sportler |
| –            |                        |    |    |    |        |          |
| –            |                        |    |    |    |        |          |
| –            |                        |    |    |    |        |          |
| –            |                        |    |    |    |        |          |
| –            |                        |    |    |    |        |          |
| 1924         | Chamonix               | 2  | 0  | 1  | 3      | 27       |
| 1928         | St. Moritz             | 0  | 0  | 1  | 1      | 41       |
| 1932         | Lake Placid            | 0  | 1  | 0  | 1      | 7        |
| 1936         | Garmisch-Partenkirchen | 1  | 2  | 0  | 3      | 34       |
| 1948         | St. Moritz             | 3  | 4  | 3  | 10     | 68       |
| 1952         | Oslo                   | 0  | 0  | 2  | 2      | 54       |
| 1956         | Cortina d’Ampezzo      | 3  | 2  | 1  | 6      | 59       |
| 1960         | Squaw Valley           | 2  | 0  | 0  | 2      | 21       |
| 1964         | Innsbruck              | 0  | 0  | 0  | 0      | 72       |
| 1968         | Grenoble               | 0  | 2  | 4  | 6      | 34       |
| 1972         | Sapporo                | 4  | 3  | 3  | 10     | 52       |
| 1976         | Innsbruck              | 1  | 3  | 1  | 5      | 60       |
| 1980         | Lake Placid            | 1  | 1  | 3  | 5      | 44       |
| 1984         | Sarajevo               | 2  | 2  | 1  | 5      | 42       |
| 1988         | Calgary                | 5  | 5  | 5  | 15     | 67       |
| 1992         | Albertville            | 1  | 0  | 2  | 3      | 74       |
| 1994         | Lillehammer            | 3  | 4  | 2  | 9      | 59       |
| 1998         | Nagano                 | 2  | 2  | 3  | 7      | 69       |
| 2002         | Salt Lake City         | 3  | 2  | 6  | 11     | 114      |
| 2006         | Turin                  | 5  | 4  | 5  | 14     | 130      |
| 2010         | Vancouver              | 6  | 0  | 3  | 9      | 146      |
| 2014         | Sotschi                | 7  | 2  | 2  | 11     | 163      |
| 2018         | Pyeongchang            | 5  | 6  | 4  | 15     | 167      |
| 2022         | Peking                 | 7  | 2  | 6  | 15     | 167      |
| Gesamt       |                        | 63 | 47 | 57 | 167    |          |